# Rhysodes
Rhysodes is een geslacht van kevers uit de familie van de loopkevers (Carabidae). De wetenschappelijke naam van het geslacht is voor het eerst geldig gepubliceerd in 1823 door Dalman.

## Soorten
Het geslacht Rhysodes omvat de volgende soorten:
- Rhysodes comes Lewis, 1888
- Rhysodes sulcatus Fabricius, 1787